# Contea di Lianghe
La contea di Lianghe (梁河县S, Liánghé XiànP) è una contea della Cina, situata nella provincia di Yunnan e amministrata dalla prefettura autonoma dai e jingpo di Dehong.